# Манускрипты на пальмовых листьях

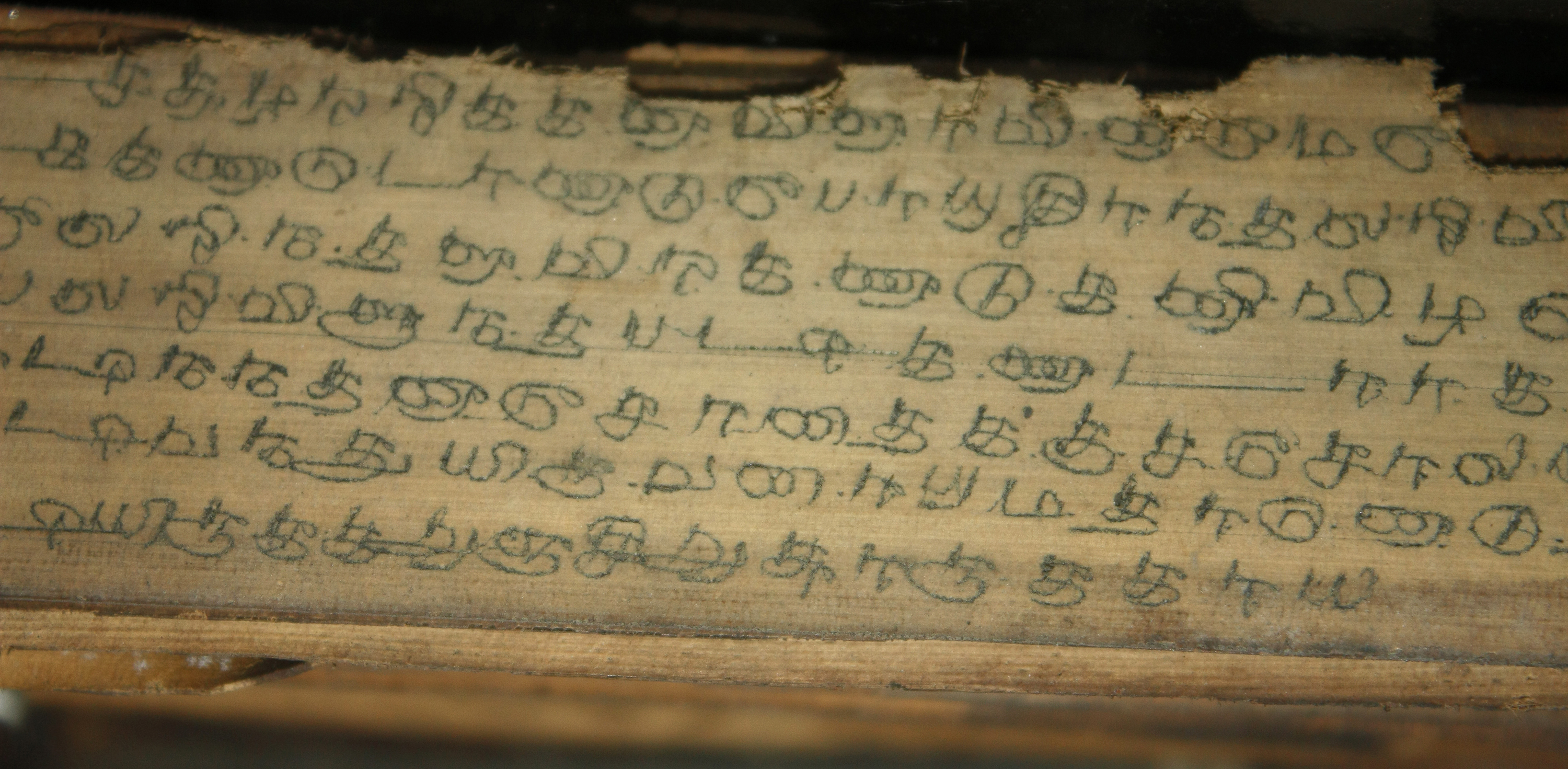

Рукописи на пальмовых листьях (там. ஓலைச் சுவடி) — рукописи, написанные на высушенных листьях пальмы. Подобные листья заменяли бумагу в некоторых регионах Азии yже в XV веке до н. э., а возможно, и гораздо раньше. Материалом служили высушенные и окуренные листья борассуса или корифы зонтоносной.
После создания каждый документ мог существовать лишь определённый период времени, после чего его содержимое копировали на другой набор обработанных пальмовых листьев. С распространением индийской культуры в Юго-Восточной Азии во многих странах, таких как Филиппины, Таиланд, Камбоджа и Индонезия, стали появляться коллекции документов, записанных на пальмовых листьях. В Индонезии рукописи на пальмовых листьях называются лонтарами. После массового распространения книгопечатания в Азии в XIX веке цикл копирования документов на пальмовых листьях подошёл к концу. В настоящее время правительства многих стран предпринимают усилия, чтобы сохранить оставшиеся подобные документы.
В 1997 году ЮНЕСКО признала тамильскую коллекцию медицинских документов частью Памяти мира. Некоммерческая организация Tamil Heritage Foundation занимается сбором, сохранением, оцифровкой и размещением в сети Интернет подобных документов.
В дополнение к пальмовому листу в древней Индии использовались и другие письменные материалы, такие как береста, которая в Кашмире оставалась в использовании до XVIII века.

## Производство и консервация
Прежде чем их можно использовать, листья пальмы обрезаются до желаемого размера. Чрезвычайно широкий формат листьев обусловлен естественными размерами пальмового листа. Как правило, ширина составляет от 15 до 60 см, а высота от 3 до 12 см. Чтобы сделать их гибкими, листья пальмы кипятят, сушат, а затем полируют и разглаживают. Необходимое количество пальмовых листьев сгруппировано, чтобы сформировать пакет. Для этого отдельные листы снабжены одним или двумя отверстиями, через которые используется веревка для удержания упаковки вместе. Для защиты листов рукопись получает обложку, обычно из дерева (иногда из металла, рога, панциря черепахи или из слоновой кости) сверху и снизу, Наконец, упаковка завернута в ткань.

## Написание
Для написания рукописей использовались два метода: чернилами (пером или кистью) на севере или надрезы стилусом на юге. В этом случае рукопись покрывалась смесью масла и сажи, а затем высушивалась. Чёрная смесь попадает в надрезы и, таким образом, раскрывает текст.

## Сохранение
Как натуральный материал, пальмовый лист подвержен гниению и — в зависимости от погодных условий — в конечном итоге уничтожается насекомыми, особенно обыкновенными чешуйницами. Существует несколько традиционных методов сохранения листьев. Листья можно обработать маслом лемонграсса, которое действует как природный инсектицид, пчелиным воском или китайским воском. Рукопись, написанная на пальмовом листе, недолговечна и должна быть скопирована на новый лист прежде чем она станет непригодной для использования.